# Brasil na Copa do Mundo FIFA de 2018
O Brasil participou pela vigésima primeira vez numa Copa do Mundo FIFA, mantendo a situação de única seleção a participar de todas as edições do torneio da FIFA.
O técnico foi Tite e adotou-se um rodízio de capitães, com Thiago Silva, Miranda e Marcelo adotando a faixa. O Brasil foi eliminado nas quartas de final e acabou a competição na sexta colocação.

## Classificação
|  | Equipes qualificadas para a Copa do Mundo de 2018 |
|  | Equipe qualificada para a repescagem              |
|  | Equipes eliminadas                                |

| Pos. | Seleção   | Pts | J  | V  | E | D  | GP | GC | SG  |
| ---- | --------- | --- | -- | -- | - | -- | -- | -- | --- |
| 1    | Brasil    | 41  | 18 | 12 | 5 | 1  | 41 | 11 | +30 |
| 2    | Uruguai   | 31  | 18 | 9  | 4 | 5  | 32 | 20 | +12 |
| 3    | Argentina | 28  | 18 | 7  | 7 | 4  | 19 | 16 | +3  |
| 4    | Colômbia  | 27  | 18 | 7  | 6 | 5  | 21 | 19 | +2  |
| 5    | Peru      | 26  | 18 | 7  | 5 | 6  | 27 | 26 | +1  |
| 6    | Chile     | 26  | 18 | 8  | 2 | 8  | 26 | 27 | –1  |
| 7    | Paraguai  | 24  | 18 | 7  | 3 | 8  | 19 | 25 | –6  |
| 8    | Equador   | 20  | 18 | 6  | 2 | 10 | 26 | 29 | –3  |
| 9    | Bolívia   | 14  | 18 | 4  | 2 | 12 | 16 | 38 | –22 |
| 10   | Venezuela | 12  | 18 | 2  | 6 | 10 | 19 | 35 | –16 |

### Primeira rodada
| 8 de outubro de 2015   | Santiago     | Chile     |  | 2:0 (0:0) |  | Brasil    |
| 13 de outubro de 2015  | Fortaleza    | Brasil    |  | 3:1 (2:0) |  | Venezuela |
| 13 de novembro de 2015 | Buenos Aires | Argentina |  | 1:1 (1:0) |  | Brasil    |
| 17 de novembro de 2015 | Salvador     | Brasil    |  | 3:0 (1:0) |  | Peru      |
| 25 de março de 2016    | Recife       | Brasil    |  | 2:2 (2:1) |  | Uruguai   |
| 29 de março de 2016    | Assunção     | Paraguai  |  | 2:2 (1:0) |  | Brasil    |
| 1 de setembro de 2016  | Quito        | Equador   |  | 0:3 (0:0) |  | Brasil    |
| 6 de setembro de 2016  | Manaus       | Brasil    |  | 2:1 (1:1) |  | Colômbia  |
| 6 de outubro de 2016   | Natal        | Brasil    |  | 5:0 (4:0) |  | Bolivia   |

### Segunda rodada
| 11 de outubro de 2016  | Mérida         | Venezuela |  | 0:2 (0:1) |  | Brasil    |
| 10 de novembro de 2016 | Belo Horizonte | Brasil    |  | 3:0 (2:0) |  | Argentina |
| 15 de novembro de 2016 | Lima           | Peru      |  | 0:2 (0:0) |  | Brasil    |
| 23 de março de 2017    | Montevidéu     | Uruguai   |  | 1:4 (1:1) |  | Brasil    |
| 28 de março de 2017    | São Paulo      | Brasil    |  | 3:0 (1:0) |  | Paraguai  |
| 31 de agosto de 2017   | Porto Alegre   | Brasil    |  | 2:0 (0:0) |  | Equador   |
| 5 de setembro de 2017  | Barranquilla   | Colômbia  |  | 1:1 (0:1) |  | Brasil    |
| 5 de outubro de 2017   | La Paz         | Bolívia   |  | 0:0       |  | Brasil    |
| 10 de outubro de 2017  | São Paulo      | Brasil    |  | 3:0 (0:0) |  | Chile     |

### Estatísticas
| Jogador           |   |   |      | PJ |
| ----------------- | - | - | ---- | -- |
| Gabriel Jesus     | 7 | 5 | 791  | 10 |
| Paulinho          | 6 | 2 | 962  | 11 |
| Neymar            | 6 | 9 | 1233 | 14 |
| Philippe Coutinho | 4 | 1 | 792  | 13 |
| Willian           | 4 | 5 | 986  | 17 |
| Renato Augusto    | 3 | 2 | 1315 | 16 |
| Ricardo Oliveira  | 2 | - | 244  | 5  |
| Douglas Costa     | 2 | 4 | 465  | 8  |
| Filipe Luís       | 2 | 1 | 810  | 9  |
| Lucas Lima        | 1 | - | 137  | 7  |
| Roberto Firmino   | 1 | - | 210  | 4  |
| Marcelo           | 1 | - | 540  | 6  |
| Dani Alves        | 1 | - | 1170 | 13 |
| Miranda           | 1 | - | 1257 | 14 |

## Ciclo da Copa do Mundo
Duas semanas após a partida Brasil 1–7 Alemanha (2014), Dunga foi confirmado como técnico da seleção brasileira. Dunga havia dirigido o Brasil na na Copa do Mundo FIFA de 2010. A CBF queria um treinador com perfil linha dura e descartou os nomes de Muricy Ramalho, por já ter rejeitado à seleção brasileira em 2010, e Tite, devido à ligação com Andrés Sanchez, principal adversário político de José Maria Marin e Marco Polo del Nero. 
Dunga implantou uma cartilha de comportamento proibindo a postagens de fotos da concentração em redes sociais, uso de chinelos, brincos e bonés, e obrigação de cantar o hino nacional. Dois anos depois, Dunga foi demitido. A seleção foi eliminada nas quartas de final da Copa América de 2015 para o Paraguai e na primeira fase da Copa América de 2016. Criticou-se o tratamento privilegiado dado a Neymar. O jogador foi expulso contra a Colômbia na Copa América de 2015, mas voltou à seleção brasileira como capitão mesmo depois do deslize. Enquanto Thiago Silva teria sido barrado por ter falhado na mesma competição. Segundo o Uol: Thiago Silva era "influente sobre alguns dos principais jogadores da seleção, mantém aliados e é defendido por muitos, que discordam do veto. Estes jogadores consideram Thiago um dos melhores zagueiros do mundo e entendem que a seleção perde em qualidade e em liderança sem ele." Além disso, Neymar teria recebido "autorização para se apresentar com um dia de atraso à seleção para o jogo contra o Uruguai nas eliminatórias, sendo que os companheiros de Barcelona Lionel Messi e Luis Suárez se apresentaram às seleções de Argentina e Uruguai um dia antes, na mesma data." 
Outra controvérsia envolveu o diretor da CBF, Gilmar Rinaldi, que possuía duas empresas de agenciamento de jogador ativas, cujas remunerações vinham de negociações de jogadores. Zico reclamou: " Seleção não é um balcão de negócios. Mas temos lá um empresário do futebol (Gilmar) comandando... Ou ele já não é mais empresário? Quando saiu do Flamengo, ele levou os três melhores: Adriano, Juan e Reinaldo. Então, vamos ver se quando sair da seleção, ele vai voltar a ser empresário?"  Romário: “Para piorar, eles conseguem fazer o que ninguém espera. Colocam como diretor o Gilmar Rinaldi, que não tem história. Ele foi um mero coadjuvante na Copa de 94, que filmou bastante, deve ter muita história para contar sobre isso. Colocam uma pessoa que não vai ajudar em nada, que era agente Fifa no dia anterior” A convocação de Ederson foi objeto de denúncia em que documentos mostravam que o treinador recebeu R$ 407 mil por atuar como intermediário da negociação do meia entre RS Futebol e um grupo de investimento em 2004. Ederson alegou ter sido convocado anteriormente por Mano Menezes. Outra crítica foi a convocação de Geferson, que tinha apenas 16 partidas entre os profissionais no Internacional, mas o treinador alegou que conhecia o atleta por ter trabalhado no clube antes de assumir a seleção brasileira. Dunga reagiu dizendo ter sofrido ameaças de empresários por não convocar atletas "Nunca tivemos pressão antes das convocações. Mas já tivemos problemas por não convocar certos jogadores. Fomos, de certa forma e entre aspas, ameaçados por mensagens. Eles [os empresários] comandam o futebol. Não adianta fazer as coisas certas. Eles vão acabar se voltando contra nós. Mas foi um episódio. Tem que jogar para merecer ser chamado".
Tite foi anunciado como treinador em 2016. Para não se desgastar, Tite prefeiru não treinar o Brasil nos Jogos Olímpicos de Verão de 2016. O Brasil conquistou a inédita medalha de ouro treinado por Rogério Micale, que após a conquista acusou Tite de "surfar na onda do título": "Me senti desrespeitado depois da Olimpíada. O Tite não foi contundente em algumas das entrevistas dele afirmando categoricamente que não teve participação. Fiquei um pouco frustrado. (..) Jogaram o mérito da conquista no colo dele e ele absorveu isso. Fiquei chateado na época. Ele não deixou claro que não teve participação nenhuma no processo. E não teve. Nada! Se algum repórter que soltou isso fosse sério e quisesse ouvir a verdade era só perguntar aos jogadores."
Com Tite, o Brasil classificou-se facilmente para a Copa do Mundo de 2018, faltando quatro rodadas para o encerramento das Eliminatórias Sul-Americanas. Tite fechou a fase de preparação com 84% de aproveitamento em 21 jogos, a melhor campanha de um treinador pré-Copa desde 1970.

## Equipe
Em 14 de maio de 2018, O técnico da Seleção Brasileira, Tite, anunciou os 23 jogadores convocados para a Copa do Mundo FIFA de 2018.

| Número | Nome              | Posição  | Idade | Jogos | Clube                 |
| ------ | ----------------- | -------- | ----- | ----- | --------------------- |
| 1      | Alisson           | Goleiro  | 25    | 24    | Liverpool             |
| 16     | Cássio            | Goleiro  | 31    | 1     | Corinthians           |
| 23     | Ederson           | Goleiro  | 24    | 1     | Manchester City       |
|        |                   |          |       |       |                       |
| 6      | Filipe Luís       | Lateral  | 32    | 31    | Atlético de Madrid    |
| 12     | Marcelo           | Lateral  | 30    | 52    | Real Madrid           |
| 14     | Danilo            | Lateral  | 26    | 16    | Juventus              |
| 22     | Fagner            | Lateral  | 28    | 4     | Corinthians           |
|        |                   |          |       |       |                       |
| 2      | Thiago Silva      | Zagueiro | 33    | 69    | PSG                   |
| 3      | Miranda           | Zagueiro | 33    | 45    | Inter de Milão        |
| 4      | Pedro Geromel     | Zagueiro | 32    | 2     | Grêmio                |
| 13     | Marquinhos        | Zagueiro | 24    | 24    | Paris Saint-Germain   |
|        |                   |          |       |       |                       |
| 5      | Casemiro          | Volante  | 26    | 22    | Real Madrid           |
| 8      | Renato Augusto    | Meia     | 30    | 28    | Beijing Guoan         |
| 11     | Philippe Coutinho | Meia     | 25    | 34    | FC Barcelona          |
| 15     | Paulinho          | Volante  | 29    | 49    | Guangzhou Evergrande  |
| 17     | Fernandinho       | Volante  | 33    | 42    | Manchester City       |
| 18     | Fred              | Meia     | 25    | 7     | Shakhtar Donetsk      |
| 19     | Willian           | Meia     | 29    | 55    | Chelsea Football Club |
|        |                   |          |       |       |                       |
| 7      | Douglas Costa     | Atacante | 27    | 24    | Juventus              |
| 9      | Gabriel Jesus     | Atacante | 21    | 15    | Manchester City       |
| 10     | Neymar            | Atacante | 26    | 83    | Paris Saint-Germain   |
| 20     | Roberto Firmino   | Atacante | 26    | 19    | Liverpool             |
| 21     | Taison            | Atacante | 30    | 6     | Shakhtar Donetsk      |

## Uniformes

### Uniformes dos jogadores
- Uniforme principal: Camisa amarela, calção azul e meias brancas
- Uniforme de visitante: Camisa azul, calção branco e meias azuis.

| 1º Uniforme |  | 2º Uniforme |

### Uniformes dos goleiros
| 1 |  | 2 |

### Uniformes de treino
| Jogadores | Goleiros | C. Técnica |  |

### Fornecedor
Nike

### Amistosos
| 23 de março                 | Rússia | 0 – 3     | Brasil                                          | Estádio Lujniki, Moscou                       |
| 13:00 (UTC-3) 19:00 (UTC+3) |        | Relatório | Miranda 52' · Coutinho 61' (pen) · Paulinho 65' | Público: 65 000 Árbitro: BLR Aleksei Kulbakov |

| Rússia | Brasil |

| 27 de março                 | Alemanha | 0 – 1     | Brasil            | Estádio Olímpico de Berlim, Berlim          |
| 15:45 (UTC-3) 20:45 (UTC+1) |          | Relatório | Gabriel Jesus 37' | Público: 72 717 Árbitro: SUE Jonas Eriksson |

| Alemanha | Brasil |

| 3 de junho                  | Brasil                             | 2 – 0     | Croácia | Anfield, Liverpool          |
| 11:00 (UTC-3) 15:00 (UTC+0) | Neymar 68' · Roberto Firmino 90+3' | Relatório |         | Árbitro: ENG Michael Oliver |

| Brasil | Croácia |

| 10 de junho                 | Áustria | 0 – 3     | Brasil                                                 | Ernst-Happel-Stadion, Viena |
| 11:00 (UTC-3) 16:00 (UTC+1) |         | Relatório | Gabriel Jesus 34' · Neymar 62' · Philippe Coutinho 68' | Árbitro: HUN Viktor Kassai  |

| Áustria | Brasil |

## Sedes de treinamento
Em 9 de fevereiro de 2018 a FIFA e o Comitê Organizador Local divulgou o local de treinamento da seleção.
| Seleção | Cidade | Divisão           |
| ------- | ------ | ----------------- |
| Brasil  | Sóchi  | Krai de Krasnodar |

## Sedes

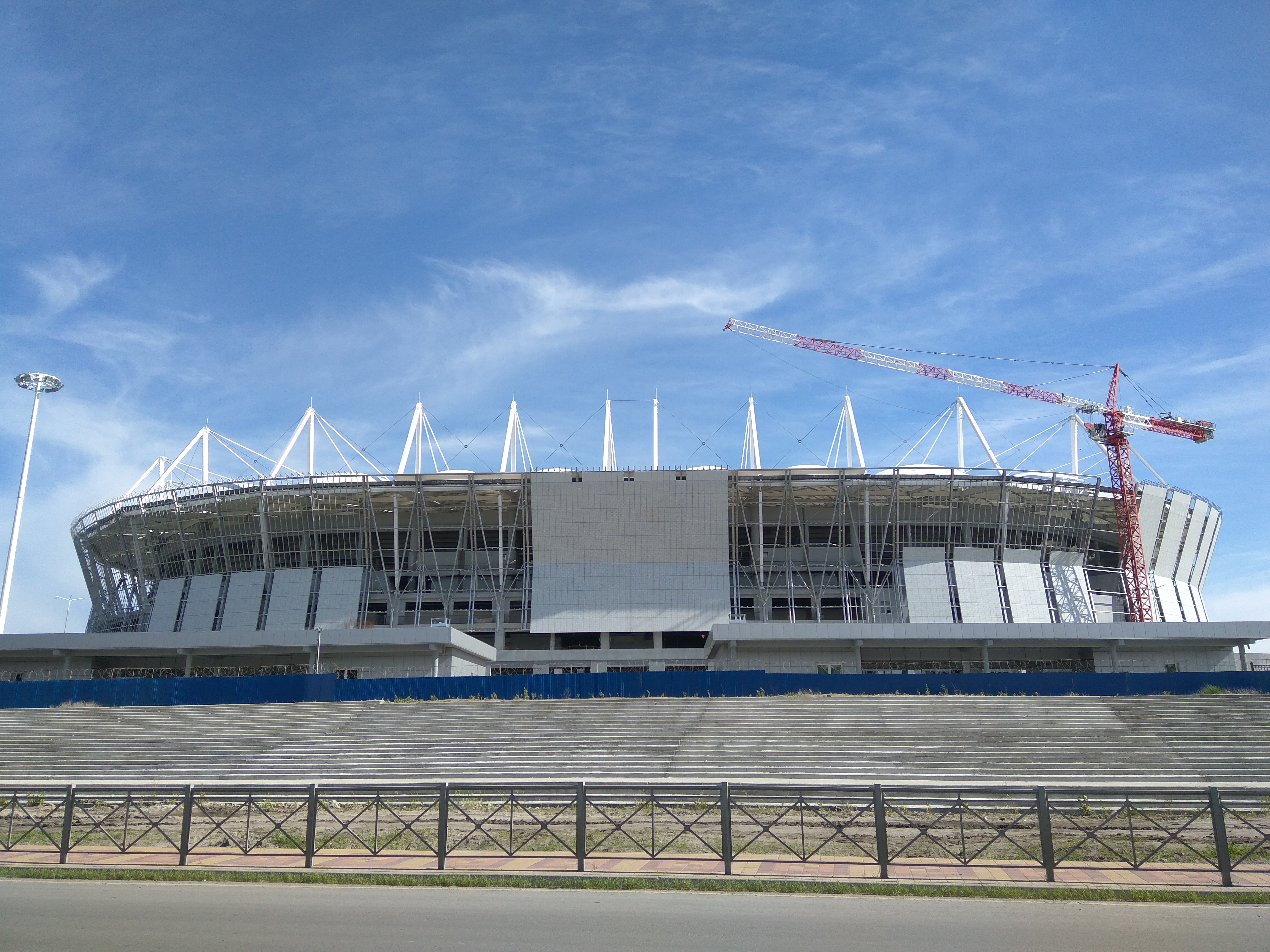
Rostov Arena Rostov del Don
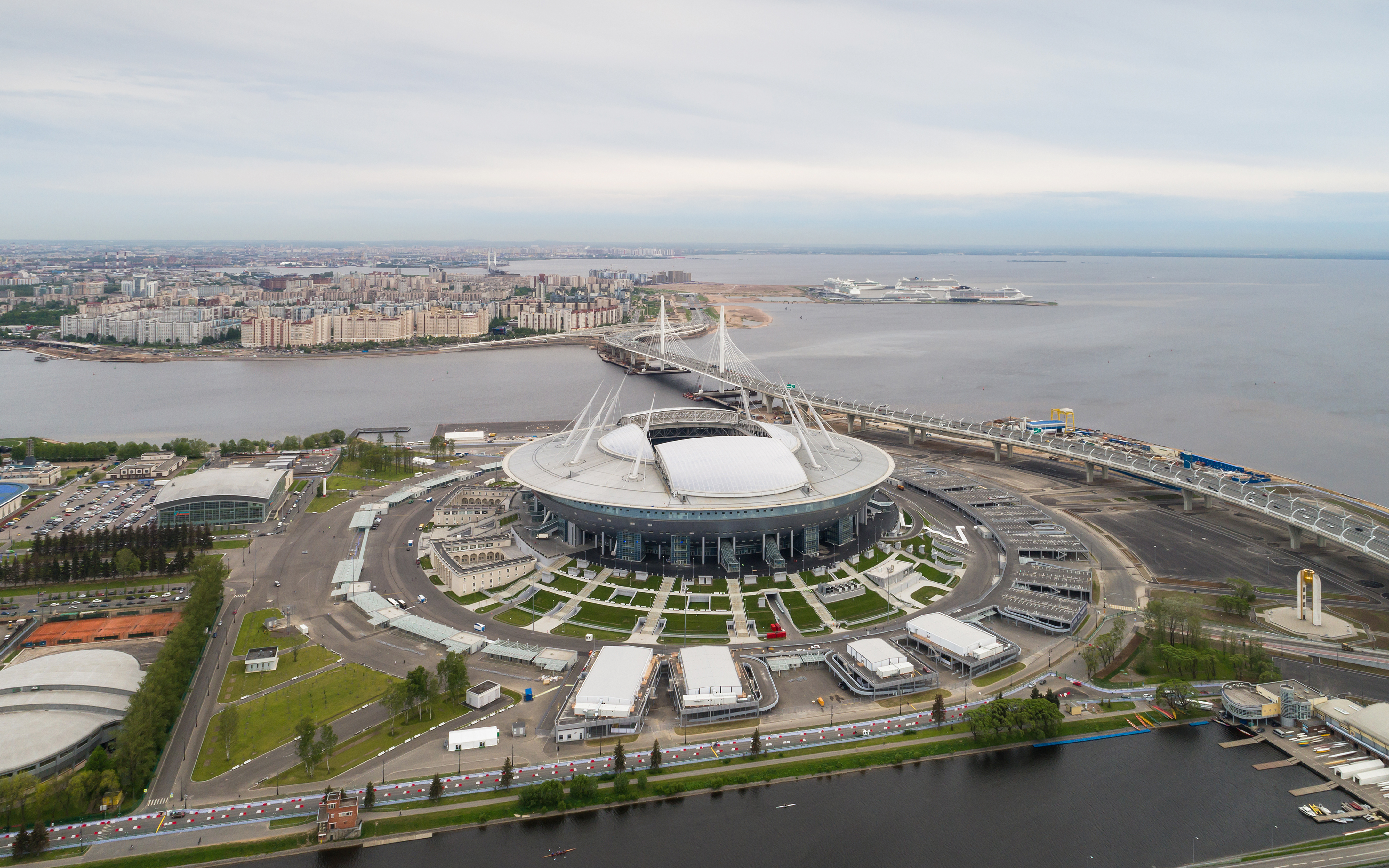
Zenit Arena São Petersburgo

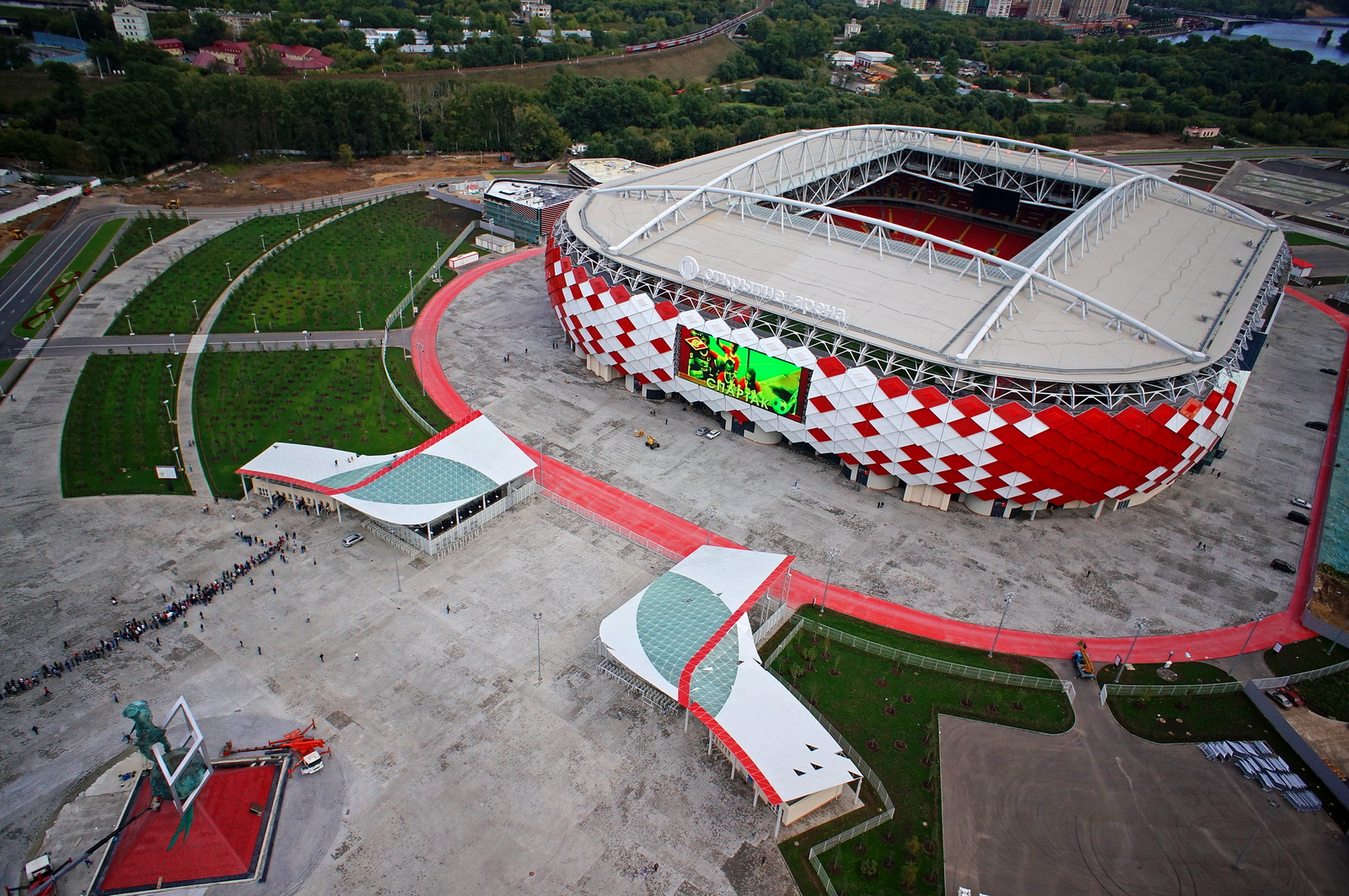
Otkrytie Arena Moscou
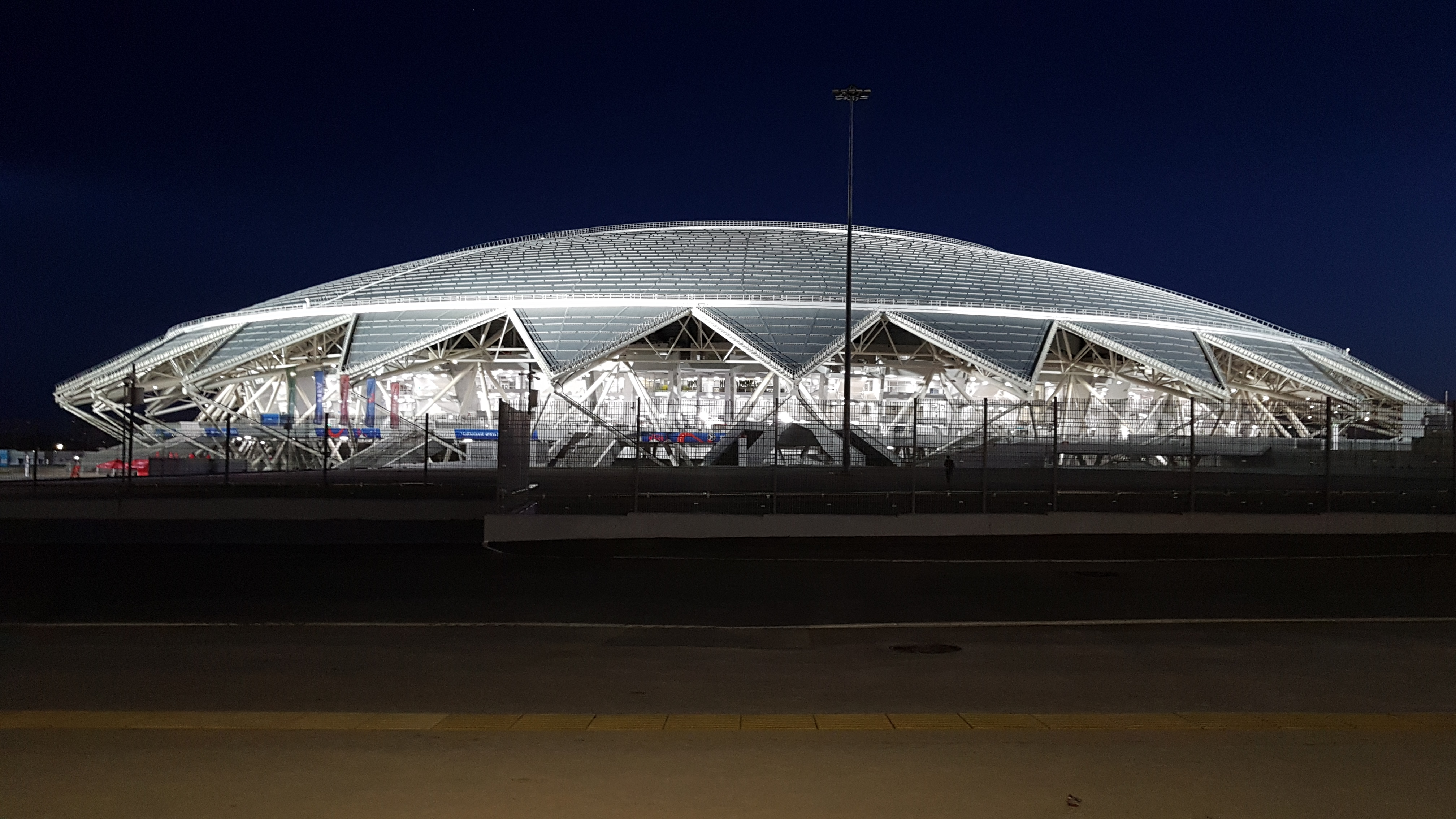
Samara Arena Samara

## Campanha

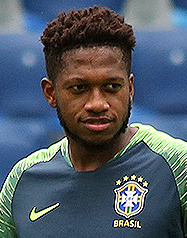
Frederico Rodrigues de Paula Santos, mais conhecido como Fred, é um futebolista brasileiro que atua como volante. Atualmente joga no Fenerbahçe..

O Brasil estreou empatando com a Suíça por 1 a 1. O jogo ficou marcado por dois pedidos pelo árbitro de vídeo, uma novidade da Copa do Mundo FIFA de 2018. A equipe de Tite saiu na frente com golaço de Philippe Coutinho, recuou demais e sofreu o empate com cabeçada de Steven Zuber na Arena Rostov, diante de pouco mais de 43 mil pessoas. O 1 a 1 foi a primeira estreia sem vitória da equipe verde-amarela desde 1978. “Até o gol, o volume foi forte. E depois retraímos demais, que não é o nosso normal. No intervalo, corrigimos alguns posicionamentos, tentamos ter uma saída mais adiantada. Mas, durante o jogo, a Suíça conseguiu ser melhor a partir do gol de empate”, afirmou Tite. Neymar sofreu dez faltas na partida, desde a Copa do Mundo de 1998 um jogador não sofria tantas faltas em um jogo.  Na ocasião, o inglês Alan Shearer sofreu 11 faltas na vitória por 2 a 0 contra a Tunísia.  Gelson Fernandes, meia da seleção suíça declarou: ""É...muita falta. Mas ele cai muito também. Não [planejamos fazer faltas em Neymar]. A maioria dos duelos foi cravada de forma limpa e bastante correta. Tinha homem a homem com o Neymar, mas acho que foi um ingrediente chave para neutralizá-lo. Mas a seleção brasileira tem outros jogadores com qualidade". O maior algoz de Neymar na partida foi Blerim Džemaili, autor de cinco infrações, nenhuma punida com cartão pelo árbitro mexicano Cesar Ramos.
Na segunda partida, o Brasil venceu a Costa Rica por 2 a 0 com gols de Coutinho —eleito novamente o melhor em campo—, aos 46min, e Neymar, aos 52min. Neymar  ficou dois dias fora dos treinos da semana por causa de dores no tornozelo direito. Segundo o Uol, o Brasil se salvou nos acréscimos: "A ansiedade tomou conta, a pressão fez Neymar demonstrar descontrole, o VAR cancelou um pênalti e a retranca de Costa Rica foi desafiadora". O jornal descreve: "Foi, também, um prêmio à insistência depois de muitas chances desperdiçadas. O momento mais tenso envolveu Neymar, que tentou um corte no zagueiro dentro da área, sentiu uma mão no peito e caiu. O árbitro Bjorn Kuipers chegou a assinalar pênalti, mas consultou o árbitro de vídeo na sequência e voltou atrás. Irritado desde o início da partida, o camisa 10 do Brasil ainda levaria cartão amarelo na sequência por reclamação".  A seleção cresceu com a entrada do atacante Douglas Costa no lugar do meia Willian. Diante da retranca costa-riquenha, o Brasil chegou a jogar com cinco jogadores com características ofensivas: Douglas Costa, Coutinho, Neymar, Gabriel Jesus e Firmino. Segundo Tostão: "Tite precisa ser mais duro, franco, com Neymar e exigir que ele pare de dar chiliques, de reclamar, de discutir e de simular, como no pênalti corretamente anulado contra a Costa Rica."
No terceiro jogo, o Brasil venceu a Sérvia por 2 a 0. Os gols foram marcados por Paulinho, aos 35min do primeiro tempo, e por Thiago Silva, aos 22 min da etapa final. Segundo Carlos Eduardo Mansur: "O Brasil tem um trunfo dificílimo de encontrar em qualquer outra seleção deste Mundial: a imposição técnica nas duas áreas. O time pode ainda ter problemas, não chegar pronto às oitavas de final, como aliás nenhuma seleção da Copa parece chegar, mas ter jogadores tão influentes na zona em que o jogo costuma se decidir é algo precioso. O jogo contra a Sérvia ressaltou do que são capazes Casemiro, Thiago Silva e Miranda defendendo a área brasileira; e o poder de Philippe Coutinho e Neymar de produzir enormes perigos nos metros finais do campo de ataque. Ser tão forte nas proximidades dos dois gols faz do Brasil um time temível mesmo quando o domínio tático do jogo não lhe pertence. Mesmo quando o controle do jogo escapa, como andou acontecendo diante da Sérvia.". Após o jogo, uma série de memes sobre as quedas e simulações exageradas de Neymar viraram piada mundial.
Nas oitavas de final, o Brasil venceu o México por 2 a 0. Segundo Tostão: "O Brasil foi melhor e teve maiores e mais claras chances de gol. Os mexicanos foram habilidosos, velozes, mas o Brasil tem tudo isso e muito mais técnica. Foi um jogo de risco, já que o México chegou várias vezes perto do gol. Diferentemente das três partidas anteriores, Coutinho não voltou para marcar, e havia quase sempre um mexicano livre na intermediária do Brasil, para receber a bola.". Segundo Paulo Vinícius Coelho: "O objetivo mexicano era obrigar o Brasil a fazer passes longos e pelo alto. A bola batia na defesa e voltava para o ataque verde. Só existe um antídoto para isso: o passe. Tem de ter apoio, ou seja, a cada bola recebida pelo lado do campo a passagem de dois jogadores que deem opção para receber. Isso só começou a acontecer depois dos 25 minutos. Por causa disso, o Brasil sofreu muito contra o México, apesar de a seleção de Juan Carlos Osorio não acertar o gol de Alisson.".
Nas quartas de final, o Brasil foi eliminado pela Bélgica ao perder por 2 a 1. Casemiro suspenso deu lugar à Fernandinho, que fez um gol contra no jogo. Tostão lamentou: "Faltou um De Bruyne no Brasil. O receio que eu sempre tive de que a ausência de um craque meio-campista, que joga de uma intermediária à outra, pudesse ser um fator muito negativo se concretizou."
Vincent Kompany, na época zagueiro do Manchester City, declarou que o primeiro gol da Bélgica partiu de uma jogada discutida antes da partida: "A história desse gol é interessante. Na véspera do jogo, no hotel, não consegui dormir e tomei um remédio, mas esqueci de colocar meu despertador. Resultado: perdi a primeira reunião pela manhã. Acordei só depois disso. Depois, pedi desculpas ao grupo e ao treinador. Em seguida, perguntei se podia discutir algumas coisas com Thierry Henry (auxiliar de Roberto Martínez), pois era ele que cuidada das fases ofensivas. Assim que conversamos, mudamos totalmente os planos que haviam sido combinados. Eu disse a ele que o Brasil se defendia exatamente da mesma maneira que o Manchester City. Eu havia visto o treinador da seleção brasileira (Tite) com Guardiola no centro de treinamento do City. Eles copiaram tudo que o City fazia. Eu conhecia as debilidades do sistema." O jogador conclui: "Se você olhar o VT do jogo, veja que eu faço uma corrida curta entre as duas linhas (defensivas) e ninguém da primeira linha, que é a que tem a responsabilidade de afastar a bola, me vê chegar. Se eu não tivesse esquecido de colocar o despertador e não tivesse tido a conversa cara-a-cara com Thierry Henry, talvez essa jogada não tivesse acontecido. É uma coisa maluca.".
Gabriel Jesus, artilheiro do Brasil nas Eliminatórias Sul-Americanas teve o pior desempenho de um "camisa 9" do Brasil em Copas. Atacante se igualou a Alcindo e Mirandinha ao passar em branco durante um Mundial. Jesus, no entanto, disputou maior número de jogos. Gabriel Jesus declarou: "Eu fui para a Copa com a camisa 9, sendo o centroavante, e acabei não marcando. Isso pesa. Eu sempre vou ser lembrado por isso, não adianta o que eu faça. Mesmo se eu for para outra Copa e for artilheiro, campeão, as pessoas sempre vão lembrar do Gabriel que não fez gol na Copa de 2018.". André Jardine, técnico campeão nos Jogos Olímpicos de Verão de 2020, declarou que tomou a lição em conversa com Tite: "Em várias conversas, ele nos disse que em Copas a gente não pode perder tempo. Quando a gente entender que precisa fazer mudanças, isso precisa ser feito de uma maneira mais rápida do que é a realidade dos clubes.".
O técnico da Bélgica, Roberto Martínez, acredita que surpreendeu o Brasil: "Quando você pega o Brasil, tem que ter uma vantagem tática. Seria fácil esperar chegar lá e a coisa dar certo. Isso não poderia acontecer com o Brasil, eles trazem essa barreira psicológica. São pentacampeões, a camiseta amarela...Claro que foi uma grande aposta mudar as coisas taticamente em uma Copa, mas os jogadores precisavam acreditar". O treinador espanhol surpreendeu na escalação da equipe, ele sacou Dries Mertens e Yannick Carrasco e colocou na equipe Marouane Fellaini e Nacer Chadli. A mudança permitiu que Martinez desse mais liberdade para Kevin De Bruyne. Martinez foi além, colocou Romelu Lukaku, o 9 clássico para atuar pelos lados do campo, assim como Eden Hazard; De Bruyne, com liberdade no meio, chegava sempre ao ataque e até aparecia como um falso 9. A troca de posição entre esses três atletas era constante, dificultando ainda mais a marcação brasileira. 
No final do jogo, Renato Augusto, que já havia feito um gol, perdeu uma grande oportunidade. O jogador descreveu os dois lances: "Eu entrei, o Tite falou: ‘fica por trás e vai alimentando o Douglas. Bola no Douglas, faz ele jogar’. Só que quando eu entrei, o lateral já estava marcando Douglas, e tinha um espaço entre o zagueiro e o lateral." Renato Augusto decidiu, que ao invés de passar para Douglas Costa como Tite pediu, iria ele aproveitar o espaço que os belgas ofereciam: "E eu fui em uma bola e o Coutinho, que estava jogando do lado esquerdo, não me viu. Falei: ‘Couto, olha para mim que estou entrando sozinho’. A segunda bola, quando ele dominou, já jogou a bola em mim e eu fiz de cabeça. Falei: ‘me dá mais uma que eu vou empatar o jogo’. E foi a bola que eu já dominei e bati”. Segundo Renato, o tamanho do goleiro belga, que mede 2 metros, foi determinante para que ele tirasse demais do gol e acabasse chutando para fora. "Quando eu dominei, a bola ficou um pouco curta, e se dou mais um toque, os caras me fecham. Então eu tinha um segundo para bater. E eu tentei tirar mais por conta do tamanho dele (Courtois), ele é muito grande. Cara, eu tentei. Quando ele começou a cair pra cá, eu rodei. E aí a bola tirou tinta da trave e não entrou, infelizmente"."
Após o Brasil descontar com Renato Augusto, leitura labial do canal Fox Sports flagrou o técnico Tite chamar Philippe Coutinho para a beira do campo, apontar para Neymar e pedir: "Coutinho, eu preciso de uma bola para ele aqui. Uma bola tem que dar nele".
Segundo o UOL, nenhum familiar ficaria hospedado no mesmo hotel em que os jogadores estavam. A regra, contudo, foi quebrada com o pai de Neymar, que se hospedou no local antes do torneio começar. As famílias dos outros jogadores da seleção brasileira ficaram sem vaga no mesmo hotel, e tiveram que providenciar um novo local para permanecerem próximas aos atletas. Assim a família de Neymar foi a única que ficou hospedada no hotel da seleção em Sochi. Louise Costa, esposa do atacante Douglas Costa, chegou até a reclamar da mudança em uma rede social. 
Tite, ainda foi criticado pela convocação de Fred. O jogador estava lesionado há um mês, quando sofreu uma entorse no tornozelo direito em dividida com o volante Casemiro, em treinamento realizado no dia 7 de junho, no CT do Tottenham, em Londres. E não teve condições físicas de disputar o mundial. O regulamento da Copa do Mundo previa que as seleções poderiam fazer trocas por lesão na lista dos convocados até 24 horas antes da estreia na competição. O Brasil debutou no dia 17 de junho, dez dias após Fred se lesionar.  Em 21 de junho de 2018 (um dia antes do jogo contra a Costa Rica), Fred foi anunciado pelo Manchester United, assinando contrato por cinco temporadas ao custo de 55 milhões de euros (R$ 240 milhões). Outra convocação criticada foi de Taison, que não foi utilizado pelo treinador.

## Fase de grupos

### Grupo E
| Pos | Equipe     | Pts | J | V | E | D | GP | GC | SG | Classificado      |
| --- | ---------- | --- | - | - | - | - | -- | -- | -- | ----------------- |
| 1   | Brasil     | 7   | 3 | 2 | 1 | 0 | 5  | 1  | +4 | Fase eliminatória |
| 2   | Suíça      | 5   | 3 | 1 | 2 | 0 | 5  | 4  | +1 | Fase eliminatória |
| 3   | Sérvia     | 3   | 3 | 1 | 0 | 2 | 2  | 4  | −2 | Eliminado         |
| 4   | Costa Rica | 1   | 3 | 0 | 1 | 2 | 2  | 5  | −3 | Eliminado         |

| 17 de junho   | Brasil       | 1 – 1     | Suíça     | Arena Rostov, Rostov do Don              |
| 21:00 (UTC+3) | Coutinho 20' | Relatório | Zuber 50' | Público: 43 109 Árbitro: MEX César Ramos |

| Brasil | Suiça |

| G              | 1  | Alisson           |     |     |
| LD             | 14 | Danilo            |     |     |
| Z              | 2  | Thiago Silva      |     |     |
| Z              | 3  | Miranda           |     |     |
| LE             | 12 | Marcelo           |     |     |
| V              | 5  | Casemiro          | 47' | 60' |
| V              | 15 | Paulinho          |     | 67' |
| M              | 19 | Willian           |     |     |
| M              | 11 | Philippe Coutinho |     |     |
| M              | 10 | Neymar            |     |     |
| A              | 9  | Gabriel Jesus     |     | 79' |
| Substituições: |    |                   |     |     |
| M              | 17 | Fernandinho       |     | 60' |
| M              | 8  | Renato Augusto    |     | 67' |
| M              | 20 | Roberto Firmino   |     | 79' |
| Treinador:     |    |                   |     |     |
| Tite           |    |                   |     |     |

| G                 | 1  | Yann Sommer          |     |     |
| LD                | 2  | Stephan Lichtsteiner | 31' | 87' |
| Z                 | 22 | Fabian Schär         | 65' |     |
| Z                 | 5  | Manuel Akanji        |     |     |
| LE                | 13 | Ricardo Rodríguez    |     |     |
| V                 | 11 | Valon Behrami        | 68' | 71' |
| V                 | 10 | Granit Xhaka         |     |     |
| M                 | 23 | Xherdan Shaqiri      |     |     |
| M                 | 15 | Blerim Džemaili      |     |     |
| M                 | 14 | Steven Zuber         |     |     |
| A                 | 9  | Haris Seferović      |     | 80' |
| Substituições:    |    |                      |     |     |
| M                 | 17 | Denis Zakaria        |     | 71' |
| A                 | 7  | Breel Embolo         |     | 80' |
| Z                 | 6  | Michael Lang         |     | 87' |
| Treinador:        |    |                      |     |     |
| Vladimir Petković |    |                      |     |     |

| Homem do jogo: Philippe Coutinho Bandeirinhas: Marvin Torrentera Miguel Hernández Quarto árbitro: John Pitti Quinto árbitro: Gabriel Victoria Árbitro assistente de vídeo: Paolo Valeri Árbitros assistentes de árbitro de vídeo: Mauro Vigliano Elenito Di Liberatore Gianluca Rocchi |

| 22 de junho   | Brasil                        | 2 – 0     | Costa Rica | Estádio Krestovsky, São Petersburgo |
| 15:00 (UTC+3) | Coutinho 90+1' · Neymar 90+7' | Relatório |            |                                     |

| Brasil | Costa Rica |

| G              | 1  | Alisson           |  |       |
| LD             | 22 | Fagner            |  |       |
| Z              | 2  | Thiago Silva      |  |       |
| Z              | 3  | Miranda           |  |       |
| LE             | 12 | Marcelo           |  |       |
| V              | 5  | Casemiro          |  |       |
| V              | 15 | Paulinho          |  | 68'   |
| M              | 19 | Willian           |  | 46'   |
| M              | 11 | Philippe Coutinho |  | 81'   |
| M              | 10 | Neymar            |  | 81'   |
| A              | 9  | Gabriel Jesus     |  | 90+3' |
| Substituições: |    |                   |  |       |
| A              | 7  | Douglas Costa     |  | 46'   |
| A              | 20 | Roberto Firmino   |  | 68'   |
| V              | 17 | Fernandinho       |  | 90+3' |
| Treinador:     |    |                   |  |       |
| Tite           |    |                   |  |       |

| G              | 1  | Keylor Navas       |  |     |
| Z              | 2  | Johnny Acosta      |  | 84' |
| Z              | 3  | Giancarlo González |  |     |
| Z              | 6  | Óscar Duarte       |  |     |
| LD             | 16 | Cristian Gamboa    |  | 75' |
| LE             | 8  | Bryan Oviedo       |  |     |
| M              | 20 | David Guzmán       |  | 83' |
| M              | 5  | Celso Borges       |  |     |
| M              | 11 | Johan Venegas      |  |     |
| M              | 10 | Bryan Ruiz         |  |     |
| A              | 21 | Marco Ureña        |  | 54' |
| Substituições: |    |                    |  |     |
| M              | 7  | Christian Bolaños  |  | 54' |
| Z              | 15 | Francisco Calvo    |  | 75' |
| V              | 17 | Yeltsin Tejeda     |  | 83' |
| Treinador:     |    |                    |  |     |
| Óscar Ramírez  |    |                    |  |     |

| Homem do Jogo: Philippe Coutinho Bandeirinhas: Sander van Roekel Erwin Zeinstra Quarto árbitro: Damir Skomina Quinto árbitro: Jure Praprotnik Árbitro assistente de vídeo: Danny Makkelie Árbitros assistentes de árbitro de vídeo: Artur Soares Dias Joe Fletcher Mark Geiger |

| 27 de junho   | Sérvia | 0 – 2     | Brasil                          | Arena Otkrytie, Moscou                       |
| 21:00 (UTC+3) |        | Relatório | Paulinho 36' · Thiago Silva 68' | Público: 44 190 Árbitro: IRN Alireza Faghani |

| Sérvia | Brasil |

| G               | 1  | Vladimir Stojković      |     |     |
| LD              | 2  | Antonio Rukavina        |     |     |
| Z               | 15 | Nikola Milenković       |     |     |
| Z               | 13 | Miloš Veljković         |     |     |
| LE              | 11 | Aleksandar Kolarov      |     |     |
| V               | 21 | Nemanja Matić           | 48' |     |
| V               | 20 | Sergej Milinković-Savić |     |     |
| M               | 10 | Dušan Tadić             |     |     |
| M               | 22 | Adem Ljajić             | 33' | 75' |
| M               | 17 | Filip Kostić            |     | 82' |
| A               | 9  | Aleksandar Mitrović     | 70' | 89' |
| Substituições:  |    |                         |     |     |
| MF              | 7  | Andrija Živković        |     | 75' |
| FW              | 18 | Nemanja Radonjić        |     | 82' |
| FW              | 19 | Luka Jović              |     | 89' |
| Treinador:      |    |                         |     |     |
| Mladen Krstajić |    |                         |     |     |

| G              | 1  | Alisson           |  |     |
| LD             | 22 | Fagner            |  |     |
| Z              | 2  | Thiago Silva      |  |     |
| Z              | 3  | Miranda           |  |     |
| LE             | 12 | Marcelo           |  | 10' |
| V              | 15 | Paulinho          |  | 66' |
| V              | 5  | Casemiro          |  |     |
| M              | 19 | Willian           |  |     |
| M              | 11 | Philippe Coutinho |  | 80' |
| M              | 10 | Neymar            |  |     |
| A              | 9  | Gabriel Jesus     |  |     |
| Substituições: |    |                   |  |     |
| Z              | 6  | Filipe Luís       |  | 10' |
| M              | 17 | Fernandinho       |  | 66' |
| M              | 8  | Renato Augusto    |  | 80' |
| Treinador:     |    |                   |  |     |
| Tite           |    |                   |  |     |

| Homem do Jogo: Paulinho Bandeirinhas: Reza Sokhandan Mohammadreza Mansouri Quarto árbitro: Nawaf Shukralla Quinto árbitro: Anouar Hmila Árbitro assistente de vídeo: Massimiliano Irrati Árbitros assistentes de árbitro de vídeo: Paweł Gil Pawel Sokolnicki Paolo Valeri |

## Fase final

### Oitavas de final
| 2 de julho    | Brasil                   | 2 – 0     | México | Estádio de Samara, Samara                    |
| 18:00 (UTC+4) | Neymar 50' · Firmino 88' | Relatório |        | Público: 41 970 Árbitro: ITA Gianluca Rocchi |

| Brasil | México |

| G              | 1  | Alisson           |     |       |
| LD             | 22 | Fagner            |     |       |
| Z              | 2  | Thiago Silva      |     |       |
| Z              | 3  | Miranda           |     |       |
| LE             | 6  | Filipe Luís       | 43' |       |
| V              | 15 | Paulinho          |     | 80'   |
| V              | 5  | Casemiro          | 59' |       |
| M              | 19 | Willian           |     | 90+1' |
| M              | 11 | Philippe Coutinho |     | 86'   |
| M              | 10 | Neymar            |     |       |
| A              | 9  | Gabriel Jesus     |     |       |
| Substituições: |    |                   |     |       |
| M              | 17 | Fernandinho       |     | 80'   |
| A              | 20 | Roberto Firmino   |     | 86'   |
| Z              | 13 | Renato Augusto    |     | 90+1' |
| Treinador:     |    |                   |     |       |
| Tite           |    |                   |     |       |

| G                  | 13 | Guillermo Ochoa     |       |     |
| LD                 | 21 | Edson Álvarez       | 38'   | 55' |
| Z                  | 2  | Hugo Ayala          |       |     |
| Z                  | 3  | Carlos Salcedo      | 77'   |     |
| LE                 | 23 | Jesús Gallardo      |       |     |
| M                  | 16 | Héctor Herrera      | 55'   |     |
| M                  | 4  | Rafael Márquez      |       | 46' |
| M                  | 18 | Andrés Guardado     | 90+2' |     |
| PD                 | 11 | Carlos Vela         |       |     |
| A                  | 14 | Javier Hernández    |       | 60' |
| PE                 | 22 | Hirving Lozano      |       |     |
| Substituições:     |    |                     |       |     |
| M                  | 7  | Miguel Layún        |       | 46' |
| M                  | 6  | Jonathan dos Santos |       | 55' |
| A                  | 9  | Raúl Jiménez        |       | 60' |
| Treinador:         |    |                     |       |     |
| Juan Carlos Osorio |    |                     |       |     |

| Homem do Jogo: Neymar Bandeirinhas: Elenito Di Liberatore Mauro Tonolini Quarto árbitro: Antonio Mateu Lahoz Quinto árbitro: Pau Cebrián Devís Árbitro assistente de vídeo: Massimiliano Irrati Árbitros assistentes de árbitro de vídeo: Paweł Gil Carlos Astroza Daniele Orsato |

### Quartas de final
| 6 de julho    | Brasil             | 1 – 2     | Bélgica                                | Arena Kazan, Cazã                          |
| 21:00 (UTC+3) | Renato Augusto 76' | Relatório | Fernandinho 13' (g.c.) · De Bruyne 31' | Público: 42 873 Árbitro: SRB Milorad Mažić |

| G              | 1  | Alisson           |     |     |
| LD             | 22 | Fagner            | 90' |     |
| Z              | 2  | Thiago Silva      |     |     |
| Z              | 3  | Miranda           |     |     |
| LE             | 12 | Marcelo           |     |     |
| V              | 15 | Paulinho          |     | 73' |
| V              | 17 | Fernandinho       | 85' |     |
| M              | 19 | Willian           |     | 46' |
| M              | 11 | Philippe Coutinho |     |     |
| A              | 10 | Neymar            |     |     |
| A              | 9  | Gabriel Jesus     |     | 58' |
| Substituições: |    |                   |     |     |
| A              | 20 | Roberto Firmino   |     | 46' |
| A              | 7  | Douglas Costa     |     | 58' |
| M              | 8  | Renato Augusto    |     | 73' |
| Treinador:     |    |                   |     |     |
| Tite           |    |                   |     |     |

| G                | 1  | Thibaut Courtois  |     |     |
| Z                | 2  | Toby Alderweireld | 47' |     |
| Z                | 4  | Vincent Kompany   |     |     |
| Z                | 5  | Jan Vertonghen    |     |     |
| M                | 15 | Thomas Meunier    | 71' |     |
| V                | 8  | Marouane Fellaini |     |     |
| V                | 6  | Axel Witsel       |     |     |
| M                | 22 | Nacer Chadli      |     | 83' |
| A                | 7  | Kevin De Bruyne   |     |     |
| A                | 9  | Romelu Lukaku     |     | 87' |
| A                | 10 | Eden Hazard       |     |     |
| Substituições:   |    |                   |     |     |
| Z                | 3  | Thomas Vermaelen  |     | 83' |
| M                | 17 | Youri Tielemans   |     | 87' |
| Treinador:       |    |                   |     |     |
| Roberto Martínez |    |                   |     |     |

| Homem do Jogo: Kevin De Bruyne Bandeirinhas: Milovan Ristić Dalibor Đurđević Quarto árbitro: Jair Marrufo Quinto árbitro: Corey Rockwell Árbitro assistente de vídeo: Daniele Orsato Árbitros assistentes de árbitro de vídeo: Paweł Gil Mark Borsch Felix Zwayer |

## Estatísticas
| JG        | Local     | PB      | TP   | Time | PO  | Gol marcado | Gol contra marcado | PN | CH   | CG | IM  | ES   | Penalizado com cartão amarelo | SC | Expulso | FC   | FS   |
| --------- | --------- | ------- | ---- | ---- | --- | ----------- | ------------------ | -- | ---- | -- | --- | ---- | ----------------------------- | -- | ------- | ---- | ---- |
| E2        | RO        | 43 109  | 62   | BRA  | 54% | 1           | 0                  | 0  | 20   | 4  | 1   | 7    | 1                             | 0  | 0       | 12   | 19   |
| E2        | RO        | 43 109  | 62   | SUI  | 46% | 1           | 0                  | 0  | 6    | 2  | 0   | 2    | 3                             | 0  | 0       | 19   | 12   |
| E3        | SA        | 64 468  | 64   | BRA  | 66% | 2           | 0                  | 0  | 23   | 9  | 3   | 10   | 2                             | 0  | 0       | 11   | 11   |
| E3        | SA        | 64 468  | 64   | CRC  | 34% | 0           | 0                  | 0  | 4    | 0  | 3   | 1    | 1                             | 0  | 0       | 11   | 11   |
| E5        | SP        | 44 190  | 64   | SRB  | 44% | 0           | 0                  | 0  | 10   | 1  | 2   | 5    | 3                             | 0  | 0       | 13   | 7    |
| E5        | SP        | 44 190  | 64   | BRA  | 56% | 2           | 0                  | 0  | 13   | 6  | 4   | 9    | 0                             | 0  | 0       | 7    | 13   |
| OF5       | SM        | 41 970  | 57   | BRA  | 46% | 2           | 0                  | 0  | 21   | 10 | 0   | 8    | 2                             | 0  | 0       | 6    | 18   |
| OF5       | SM        | 41 970  | 57   | MEX  | 54% | 0           | 0                  | 0  | 13   | 1  | 2   | 7    | 4                             | 0  | 0       | 18   | 6    |
| QF2       | KZ        | 42 873  | 61   | BRA  | 57% | 1           | 1                  | 0  | 26   | 9  | 1   | 8    | 2                             | 0  | 0       | 14   | 16   |
| QF2       | KZ        | 42 873  | 61   | BEL  | 43% | 1           | 0                  | 0  | 8    | 3  | 0   | 4    | 2                             | 0  | 0       | 16   | 14   |
| (5 jogos) | (5 jogos) | 236 610 | 308  | —    | —   | 10          | 1                  | 0  | 144  | 45 | 16  | 61   | 20                            | 0  | 0       | 127  | 127  |
| (média)   | (média)   | 47 322  | 61,6 | —    | —   | 2           | 0,2                | 0  | 28,8 | 9  | 3,2 | 12,2 | 4                             | 0  | 0       | 25,4 | 25,4 |

Legenda: JG:Jogos; RD:Fase ou rodada; PB:Público; TP:Tempo de bola em jogo (em minutos); PO:Posse de Bola; PN:Penâlti convertido; CH:Chutes; CG:Chutes em direção ao gol; IM:Impedimento; ES:Escanteio; SC:Expulsão por segundo cartão amarelo; FC:Faltas cometidas; FS:Faltas sofridas.

Referência de Locais: KZ: Arena Kazan, Cazã; RO: Arena Rostov, Rostov do Don; SA: Estádio de São Petersburgo, São Petersburgo;SM: Samara Arena, Samara; SP: Estádio Spartak, Moscou.

### Artilharia e Assistências
| Jogador           | Nº de Gols | Assistências |
| ----------------- | ---------- | ------------ |
| Philippe Coutinho | 2          | 2            |
| Neymar            | 2          | 1            |
| Firmino           | 1          | 0            |
| Paulinho          | 1          | 0            |
| Renato Augusto    | 1          | 0            |
| Thiago Silva      | 1          | 0            |
| Douglas Costa     | 0          | 1            |
| Gabriel Jesus     | 0          | 1            |
| Willian           | 0          | 1            |

### Dados disciplinares

#### Por jogos
| Mandante | Placar | Visitante  | Fase | Penalizado com cartão amarelo | Penalizado · Penalizado · Expulso | Expulso | Faltas | Árbitro             |
| -------- | ------ | ---------- | ---- | ----------------------------- | --------------------------------- | ------- | ------ | ------------------- |
| Brasil   | 1 – 1  | Suíça      | E2   | 4                             | 0                                 | 0       | 31     | MEX César Ramos     |
| Brasil   | 2 – 0  | Costa Rica | E3   | 3                             | 0                                 | 0       | 22     | NED Björn Kuipers   |
| Sérvia   | 0 – 2  | Brasil     | E5   | 3                             | 0                                 | 0       | 20     | IRN Alireza Faghani |
| Brasil   | 2 – 0  | México     | OF5  | 6                             | 0                                 | 0       | 24     | ITA Gianluca Rocchi |
| Brasil   | 1 – 2  | Bélgica    | QF2  | 4                             | 0                                 | 0       | 30     | SRB Milorad Mažić   |

#### Por jogador
| Jogador           | Penalizado com cartão amarelo | Penalizado · Penalizado · Expulso | Expulso | Suspenso para o jogo contra |
| ----------------- | ----------------------------- | --------------------------------- | ------- | --------------------------- |
| Casemiro          | 2                             | 0                                 | 0       | Bélgica - Cumprido          |
| Fagner            | 1                             | 0                                 | 0       |                             |
| Fernandinho       | 1                             | 0                                 | 0       |                             |
| Filipe Luís       | 1                             | 0                                 | 0       |                             |
| Neymar            | 1                             | 0                                 | 0       |                             |
| Philippe Coutinho | 1                             | 0                                 | 0       |                             |

#### Total
| Jogos | Penalizado com cartão amarelo | Penalizado · Penalizado · Expulso | Expulso | Faltas cometidas | Faltas sofridas |
| ----- | ----------------------------- | --------------------------------- | ------- | ---------------- | --------------- |
| 5     | 7                             | 0                                 | 0       | 50               | 77              |

### Públicos
| Público | Mandante | Placar | Visitante  | Estádio                    | Cidade         | Data        | Rodada           | Ref.   |
| ------- | -------- | ------ | ---------- | -------------------------- | -------------- | ----------- | ---------------- | ------ |
| 64 468  | Brasil   | 2–0    | Costa Rica | Estádio de São Petersburgo | São Petesburgo | 22 de junho | 2ª – Grupo E     | [ 44 ] |
| 44 190  | Sérvia   | 0–2    | Brasil     | Estádio Spartak            | Moscou         | 17 de junho | 3ª – Grupo E     | [ 45 ] |
| 43 109  | Brasil   | 1–1    | Suíça      | Arena Rostov               | Rostov do Don  | 17 de junho | 1ª – Grupo E     | [ 43 ] |
| 41 970  | Brasil   | 2–0    | México     | Estádio de Samara          | Samara         | 2 de julho  | Oitavas de final | [ 46 ] |
| 42 873  | Brasil   | 1–2    | Bélgica    | Arena Kazan                | Cazã           | 6 de julho  | Quartas de final | [ 47 ] |

## Tecnologia

### Árbitro de vídeo
O Árbitro assistente de vídeo foi utilizado para auxiliar em lances difíceis, como marcação de pênaltis ou aplicação de cartões.
| Dia | Mandante | Placar | Visitante  | Fase | Árbitros                                   | Minuto | Tipo de lance | Conclusão    |
| --- | -------- | ------ | ---------- | ---- | ------------------------------------------ | ------ | ------------- | ------------ |
| 9   | Brasil   | 2 – 0  | Costa Rica | E3   | NED Björn Kuipers NED Danny Makkelie (VAR) | 79'    | Pênalti       | Não aplicado |